# Contea di Calhoun (Georgia)
La contea di Calhoun, in inglese Calhoun County, è una contea dello Stato USA della Georgia. Al censimento del 2000 la popolazione era di 6 320 abitanti. Il capoluogo di contea è Morgan.

## Geografia fisica
Lo United States Census Bureau certifica che l'estensione della contea è di 734 km², di cui 726 km² composti da terra e 9 km² composti di acqua.

## Infrastrutture e trasporti

### Strade
- Georgia State Route 37
- Georgia State Route 41
- Georgia State Route 45
- Georgia State Route 55
- Georgia State Route 62

## Contee confinanti
- Contea di Terrell, Georgia - nord-est
- Contea di Dougherty, Georgia - est
- Contea di Baker, Georgia - sud-est
- Contea di Early, Georgia - sud-ovest
- Contea di Clay, Georgia - ovest
- Contea di Randolph, Georgia - nord-ovest

## Storia
La Contea di Calhoun è stata istituita il 20 febbraio 1854.

## Città
- Arlington
- Edison
- Leary
- Morgan